# You Won't See Me
〈You Won't See Me〉는 비틀즈의 음반 《Rubber Soul》에 수록된 곡이다. 비록 레논-매카트니의 공로를 인정받았지만, 이 노래는 폴 매카트니에 의해 쓰여졌다. 캐나다 가수 앤 머레이는 1974년에 〈You Won't See Me〉를 다루었다.

## 참여 인원
이언 맥도날드의 의하면:
- 폴 매카트니 – 더블 트랙 리드 보컬, 베이스 기타, 피아노
- 존 레논 – 백킹 보컬, 탬버린
- 조지 해리슨 – 백킹 보컬, 리드 기타
- 링고 스타 – 드럼, 하이햇
- 말 에반스 – 해먼드 오르간